# Radonická lípa
Radonická lípa je památný strom lípa malolistá (Tilia cordata) v Radonicích v okrese Chomutov v Ústeckém kraji.
Roste v Doupovských horách v nadmořské výšce 325 m na okraji přírodního parku Doupovská pahorkatina. Nachází se na náměstí vedle kašny, západně od kostela Narození Panny Marie, jižně od Radonického zámku.

## Základní údaje
Obvod kmene měří 353 cm, koruna stromu dosahuje do výšky 18 metrů (měření 2009). V roce 2009 bylo stáří stromu odhadováno na 200 let.
Lípa je chráněna od roku 1998 jako ochrana genofondu a strom významný vzrůstem.

## Stromy v okolí
- Radonický javor
- Lípa u Vintířova
- Stromy ve Vintířovském parku
- Skupina památných stromů v Mašťově pod Lisovnou